# Murowaniec (Dąbie)
Murowaniec – część wsi Dąbie w Polsce, położona w województwie świętokrzyskim, w powiecie włoszczowskim, w gminie Włoszczowa.
W latach 1975–1998 Murowaniec administracyjnie należał do województwa kieleckiego.